# دیوید سوریا
دیوید سوریا (انگلیسی: David Soria؛ زادهٔ ۴ آوریل ۱۹۹۳) بازیکن فوتبال اهل اسپانیا است.
از باشگاه‌هایی که در آن بازی کرده‌است می‌توان به باشگاه فوتبال ختافه، باشگاه فوتبال سویا، و باشگاه فوتبال رئال مادرید اشاره کرد.